# 田中正大 (造園学者)
田中 正大（たなか まさひろ、1926年7月5日-　）は、日本の造園学者。東京農業大学名誉教授。農学博士（京都大学）。

## 来歴
和歌山県に生まれる。1949年に、京都大学農学部林学科を卒業する。
東京に移り、1950年1月に東京都世田谷区立富士中学校教諭となる。以後、世田谷区立八幡中学校（1954年5月）、 豊島区立大塚中学校（1961年4月）、 清瀬市立清瀬第二中学校（1971年4月）でそれぞれ教諭を務めた。 1973年から1978年まで、東京都「緑の監視員」となる。その傍ら、1976年から1978年まで「清瀬の自然を守る会」の副会長も務めた。
1978年4月、東京農業大学短期大学農業科教授に就任する。1981年4月から1983年まで、農業大学短期大学農業科科長となる。一方で1982年から1987年まで信州大学農学部非常勤講師（7月から翌3月の間で）も務めた。
1995年に、東京農業大学を退職した。

## 賞歴
- 1970年 日本造園学会賞。
- 1983年 国立公園協会田村賞
- 1995年日本公園緑地協会北村賞[5]
- 平成10年度第17回日本造園学会上原敬二賞[6]

## 著書
- 『桂離宮』（共著）岩崎書房、1959年
- 『世界建築全集I - III』（共著）平凡社、1959年 - 1961年
- 『造園技術』（共著）誠文堂新光社、1961年
- 『茶の建築と庭』（共著）、1962年
- 『日本の造園』（共著）誠文堂新光社、1964年
- 『Japanese Architecture and Garden』（共著）国際文化振興会、1965年
- 『禅寺と石庭』<原色日本の美術第10巻> （共著）、小学館、1967年（再刊1980年・1990年・1994年）
- 『日本の庭園』鹿島研究所出版会<SD選書23>、1967年
- 『日本の美術15』（共著）小学館、1971年
- 『日本の公園』鹿島研究所出版会<SD選書87>、1974年
- 『造園技術大成』（共著）養賢堂、1978年
- 『日本の自然公園 自然保護と風景保護』相模書房、1981年
- 『日本の歴史と文化』（共著）養賢堂、1987年
- 『東京の公園と原地形』けやき出版、2005年